# Хасан Салихамиджич
Хасан Салихамиджич (Hasan Salihamidžić) е босненски футболист и спортен функционер. От 2017 г. е работи като спортен директор в Байерн Мюнхен от 2017 г. Като футболист играе 8 сезона за германския гранд като десен или ляв полузащитник, по-рядко като десен бек. Освен това е носил екипите на Хамбургер, Ювентус и Волфсбург.
Работил е като коментатор за германската версия на Скай Спортс, както и за ZDF.

## Клубна Кариера
Започва да тренира с местния отбор Турбина Ябланица на 10-годишна възраст. За една година отива в школата на Вележ Мостар, а на 15 години се присъединява към Хамбургер през 1995 г.. Преминава в Байерн Мюнхен през 1998 г. В първия си сезон с новия си клуб, Салихамиджич е неизменен титуляр и записва впечатляващите 43 участия във всички турнири с 5 гола. Влиза като резерва в 89-а минута на финала на Шампионска лига през 1999. През втория си сезон в немския колос, записва 46 мача и 3 попадения. Третият му сезон се оказа много успешен, Салихамиджич вкарва 6 гола в 46 мача. Между 2001 и 2003 г., Хасан не играе много често най-вече поради контузии, като той изигра само 50 мача за двата сезона във всички състезания. За сезон 2003 – 2004 г., босненецът отново е титуляр, като записва 47 участия и 5 гола, а през следващия сезон – 43 участия и 5 гола. Той е ограничен до само 29 мача през сезон сезон 2005 – 2006, но изигра 42 мача в последния си сезон с клуба, в който той вкара 5 гола. През юни 2007 г. договорът му с Байерн изтича и Хасан подписва с ФК Ювентус чрез свободен трансфер.
През 2007 г. той подписа четиригодишен договор с Ювентус. В първия си сезон при треньора Клаудио Раниери, Брацо е титуляр, въпреки че е преследван от травми, записва 30 официални мача за новия си клуб, в които има 5 попадение. През следващите два сезона отново е измъчван от тежки контузии и не играе много често. Въпреки това е един от любимците на тифозите. През юли 2011 преминава във Волфсбург. Там Брацо не играе много често и разтрогва след края на сезона.

## Национален отбор
Записва 42 мача и вкарва 6 гола за Босна и Херцеговина между 1996 и 2006 г.